# Arsenio Fernández de Mesa
Arsenio Fernández de Mesa y Díaz del Río (Ferrol, La Coruña, 20 de julio de 1955) es un político español del Partido Popular, y director general de la Guardia Civil entre 2011 y 2016.

## Biografía

### Primeros años y formación
En febrero[cita requerida] de 1976, Fernández de Mesa, convencido según Aníbal Malvar por Jesús Suevos, fundador de la facción gallega de Falange Española y padrino político de Fernández de Mesa en su juventud, se incorporó a Reforma Democrática, asociación política liderada por Manuel Fraga y una de las fundadoras de la federación de partidos Alianza Popular, organización de la que fue miembro.
Fernández de Mesa asistió el 14 de mayo de 1977 a un acto en Cedeira protagonizado por los llamados cadeneros, una organización paramilitar de acervo falangista, llamados a proteger un monolito en memoria de Franco que iba a ser inaugurado por Gonzalo Fernández de la Mora. Según Aníbal Malvar, estos grupos gozaban de la impunidad que daba la complicidad de la Guardia Civil.
Funcionario del Estado en la Junta del Puerto de Ferrol desde el año 1979. Ingresó como oficial de segunda administrativo (Subgrupo C2), en funciones de auxiliar de jardinería, encontrándose actualmente en situación servicios especiales. Ingresa en 1982 en la multinacional inglesa International Marine Coatings Ltd., como Inspector Técnico de su departamento Marítimo, en Galicia, Asturias y Cantabria, habiendo inspeccionado más de 100 barcos nacionales y extranjeros hasta su pase a la situación de "excedencia forzosa" en la que se encuentra desde 1989.
Diplomado en “Altos Estudios Militares” (Centro Superior de Estudios de la Defensa, Madrid en el año 1991) y Altos Estudios de la Defensa en 2011 por el CESEDEN, según la biografía disponible en la sección "Datos personales y profesionales" de la página de la Guardia Civil.
Estudió[¿cuándo?] en los colegios de las Discípulas de Jesús Maestro y Tirso de Molina y en la Escuela Universitaria de Ingenieros T. Navales de Ferrol.
Ha sido el primer presidente de Nuevas Generaciones de Alianza Popular en Ferrol y su comarca y Trabajó desde el primer momento en la organización a nivel estatal con Loyola de Palacio, Antonio Martin Beaumont y Gonzalo Robles Orozco.[cita requerida] Posteriormente fue presidente del Partido Popular en Ferrol y secretario general adjunto del Partido Popular en la provincia de La Coruña, así como miembro de los Comités Ejecutivos Local, Provincial y Nacional, además de miembro de sus Juntas Directivas.
Además, ha sido coordinador territorial nacional del Partido Popular desde el Congreso de Refundación de Sevilla y secretario de la Comisión Organizadora del XII, XIII, XV y XVI Congresos Nacionales del Partido.

### Concejal en el Ayuntamiento de Ferrol
Su primer cargo público electo fue el de concejal en el Ayuntamiento de Ferrol entre 1983 y 1991, desempeñando las competencias de Seguridad, además de ejercer de primer teniente de alcalde y de portavoz del grupo municipal popular en el pleno del consistorio entre 1987 y 1989.
Durante aquellos años, en los que los concejales no cobraban por el ejercicio del cargo, se produjeron grandes revueltas, disturbios, manifestaciones y ocupaciones de edificios públicos como consecuencia de la "reconversión naval" promovida por el primer gobierno socialista de España en los años 1984 y 1985. Fernández de Mesa se destacó como defensor de los trabajadores de Astano y Bazán, realizando contundentes y aplaudidas intervenciones en el consistorio. En una ocupación del Ayuntamiento por trabajadores, se produjo una brutal agresión al alcalde socialista de la época, Jaime Quintanilla Ulla, que acababa de ser operado del corazón. Fernández de Mesa, junto a su compañero de corporación y de partido Román Cenalmor Balarí, salieron inmediatamente en ayuda del alcalde, consiguiendo levantarlo del suelo, quitarle las cadenas que tenía al cuello y liberarlo de las agresiones físicas que le estaban propinando los más nacionalistas[cita requerida]. Aquellos hechos tuvieron gran repercusión en la prensa local, regional y nacional, que relataron con detalle lo sucedido, incluso la huida de los concejales del gobierno municipal, compuesto por el PSOE y el PC, que ante el temor de correr igual suerte que el primer edil, prefirieron salir por las puertas traseras y laterales.

### Diputado en el Congreso
Diputado electo por La Coruña de las iv, v, vi, vii, viii, ix y x legislaturas de las Cortes Generales, ejerció como portavoz de Defensa, de Pesca, de Sector Naval y Marina Mercante del Grupo Parlamentario Popular en el Congreso, siendo en todas ellas uno de los diputados más activos de la Cámara, reconocido públicamente por las revistas especializadas, vicepresidente de la Comisión de Defensa del Congreso de los Diputados, así como presidente de las Comisiones Nacionales de Defensa y de Pesca del Partido Popular en España, miembro de la Asamblea Internacional de la OSCE y miembro de la Asamblea Parlamentaria de la Alianza Atlántica.

### Delegado del Gobierno en Galicia
Nombrado delegado del Gobierno en la Comunidad Autónoma de Galicia en mayo de 2000, con rango de subsecretario de Estado, gestionó desde ese cargo el hundimiento del Prestige. De esa época datan algunas de sus intervenciones públicas más recordadas: "Probablemente el fuel no toque la costa gallega" (14 de noviembre de 2002)  "El destino del fuel en el fondo del mar es convertirse en adoquín" (19 de noviembre de 2002) "Hay una cifra clara, y es que la cantidad que se ha vertido no se sabe" (21 de noviembre). Declaró como imputado ante el juez de Corcubión, y la sentencia final de la Audiencia Provincial de La Coruña le dedica algunos párrafos:  «Desempeñó una tarea de coordinación difusa y confusa, tanto en la constitución de un organismo que rigiese las operaciones como en la facilitación de estructuras burocráticas y de atención a personas que pudieran informar a las autoridades». Cesó a petición propia el 31 de enero de 2004 para poder concurrir nuevamente a las elecciones generales de marzo de ese año.

### Director general de la Guardia Civil
El 30 de diciembre de 2011 el BOE anunciaba el nombramiento de Fernández de Mesa, por parte del Rey, a propuesta conjunta de los ministros de Defensa y de Interior, como director general de la Guardia Civil en sustitución de Francisco Javier Velázquez López que fuera director general de la Guardia Civil y de la Policía Nacional, y con rango de subsecretario de Estado.
Incidente de Ceuta en 2014

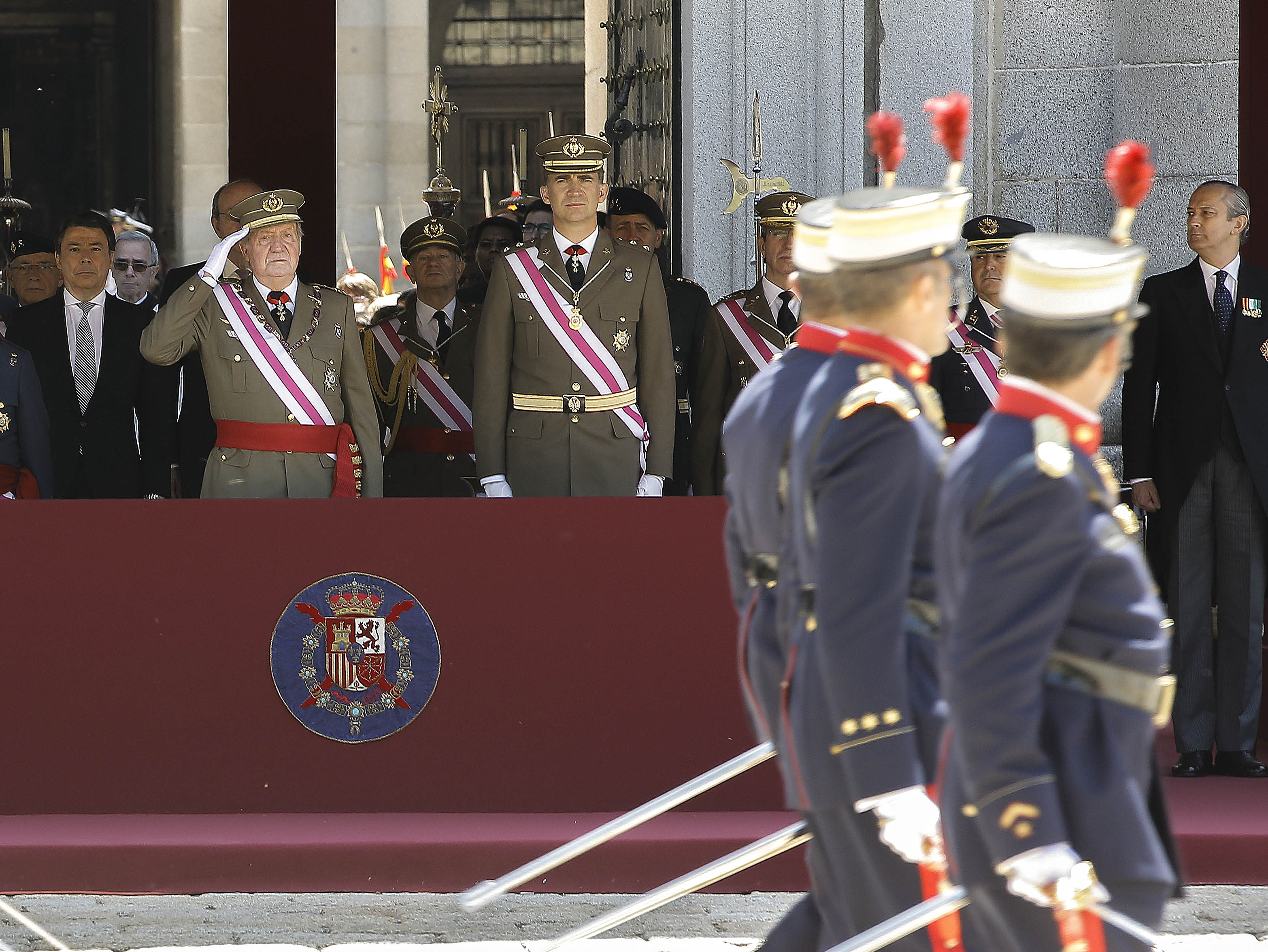
Fotografiado junto a Ignacio González, Juan Carlos I y Felipe de Borbón durante la celebración el 3 de junio de 2014 en el Monasterio de El Escorial del segundo centenario de la Orden de San Hermenegildo.

El 6 de febrero de 2014, un grupo de inmigrantes en su mayoría subsaharianos trataron de atravesar la frontera entre Marruecos y España. La guardia civil se opuso, empleando la fuerza. Como consecuencia de los hechos 15 inmigrantes fallecieron. Algunas ONGs señalaron que había habido expulsiones ilegales y uso indebido de material antidisturbios contra los inmigrantes, lo cual violaría el reglamento de uso de dicho material.
En días posteriores Arsenio Fernández negó la veracidad de las anteriores informaciones y negó rotundamente el uso de pelotas de goma contra los inmigrantes, calificando la posibilidad de su uso como “inhumano”. Sin embargo, el día 13 de febrero de 2014 el ministro del interior Jorge Fernández Díaz compareció ante el Congreso voluntariamente para dar explicaciones de lo sucedido y confirmó que sí se habían usado pelotas de goma contradiciendo la declaración del director de la Guardia Civil El día 14 de febrero diversos diputados pidieron su dimisión como director de la Guardia Civil, tras la salida a la luz de grabaciones de video que mostraban a agentes de la Guardia Civil disparando pelotas de goma a inmigrantes que nadaban en el agua.

### Vida posterior
En febrero de 2017 fue nombrado consejero de Red Eléctrica.
Cesado por la Junta General de Accionistas del 28 y 29 de junio de 2021  Archivado el 12 de agosto de 2021 en Wayback Machine.

## Distinciones
- Gran Cruz del Mérito Naval, con distintivo blanco (1999)[16]